# 1010
Évszázadok: 10. század – 11. század – 12. század
Évtizedek: 960-as évek – 970-es évek – 980-as évek – 990-es évek – 1000-es évek – 1010-es évek – 1020-as évek – 1030-as évek – 1040-es évek – 1050-es évek – 1060-as évek
Évek: 1005 – 1006 – 1007 – 1008 –  1009 – 1010 – 1011 – 1012 – 1013 – 1014 – 1015

## Események

### Határozott dátumú események
- június 21. – Szulejmán córdobai kalifa trónfosztása, II. Hisám córdobai kalifa második trónra lépése.

### Határozatlan dátumú események
- az év folyamán –
  - A vietnámi Li-dinasztia alapítása.
  - Thorfinn Karlsefni viking hajós telepet létesít Észak-Amerikában.
  - Firdauszí perzsa költő befejezi Sáhnáme (A királyok könyve) című művét.
  - Bölcs Jaroszláv kijevi nagyfejedelem – a Volga jobb partján – megalapítja Jaroszlavl városát.[1]

## Születések
- Ottó savoyai herceg († 1060)
- IV. Mikhaél bizánci császár († 1041)

## Halálozások
- Aimoin, francia szerzetes, krónikaíró